# Малайці
Малайці — 1. Власне малайці — австронезійський мусульманський народ у Південно-Східній Азії, що спілкується малайською мовою австронезійської родини мов. У давнину малайці використовували південноіндійську письменність, з XIV століття - XV століття — арабською абеткою. Регіони зі значною кількістю малайського населення: Бруней, Малайзія, Сінгапур, Індонезія. Інші регіони, де проживають малайці: Австралія, Канада, Комори, Німеччина, Японія, М'янма, Нідерланди, Палау, Саудівська Аравія, Південна Африка, Гонконг, Майотта, Нова Каледонія, Північні Маріанські Острови, Реюньйон.
2. Родинні до малайців народи малайсько-полінезійської гілки мов. Іноді цей термін вживають і в такому, ширшому сенсі.
Мови: малайська.
Релігія: іслам.
Сюди ж належать такі етнічні групи, як чами, джарай, аборигени Тайваню, Полінезії, Мікронезії та інші народи австронезійської мовної родини. В цілому вони заселяють велику групу островів, що називається Малайським архіпелагом, й інші сусідні території. У давнину вони заснували низку ісламських султанатів, королівство Паттані, королівство Чампа у В'єтнамі. Малайці споріднені з полінезійцями та мікронезійцями, що населяють острови Тихого океану. Колір шкіри малайців — від світло-бронзового до темно-коричневого.

## Етимологія
Відповідно до «Історії джамбі» слово «малаєць» походить від назви річки Мелайю, що протікає поряд із річкою Батанг Харі, чи нині Муара Джамбі, у провінції Джамбі на Суматрі. Засновник Малаккі, Парамешвара, був принцом Палембангу, що належав народу «малайю». І Цзін (635—713) зазначає у своєму щоденнику, що народ на ім'я «ма-ла-ю» тоді вже існував. Відповідно до археологічних досліджень в Джамбі, там було знайдено багато стародавніх артефактів та решток архітектури Малайї. Слово «малаєць» потрапило до англійської та голландської мов через португальську в формі «малайо», та походило від туземного «мелайю». Відповідно до популярної теорії, воно означає «втікачі» або «переселенці», через велику рухливість цього народу.
1775 року докторська дисертація антрополога Блуменбаха виділяє чотири раси за кольором шкіри; кавказька (біла), ефіопська (чорна), американська (червона), монголоїдна (жовта). 1795 він запровадив ще одне поняття: малайська раса, як під вид монголоїдної. Він характеризував її як «коричневу». Цей термін він відносив до жителів Маріанських, Філіппінських, Молуккських островів, Сунду, Таїті й інших островів Тихого океану. Починаючи з Блуменбаха, багато антропологів додержуються тієї ж класифікації.
Термін «малайці» сприймають багато філіппінців, відносячи його до корінного населення країни, а також до народів сусідніх країн, Індонезії та Малайзії. Американський антрополог Отлі Баєр припустив, що філіппінці походять від малайців, які мігрували з Індонезії та Малайзії. Ця ідея була сприйнята філіппінськими істориками та запроваджена до шкільної програми. Однак низка антропологів вважає, що навпаки, малайці мігрували на південь з Філіппін до Індонезії та Малайзії — Пітер Белвуд, Роберт Блуст, Малком Росс, Ендрю Поулі, Лоренс Рейд.

## Область розселення
В широкому сенсі термін «малайці» вживають щодо всіх народів, які населяють Малайський архіпелаг. Це ачинці, мінангкабау, батаки, мандайлінги, які живуть на Суматрі, яванці й сунданці на Яві, банджари, ібани, кадазани й меланау на Борнео, буги й тораджі на Сулавесі, етнічні групи на Філіппінах, такі як тагали, ілокани, іфугао на острові Лусон, вісайя на центральних Філіппінах, магінданао, таусуг і баджау на Мінданао, народи архіпелагу Сулу та Східного Тимору. У вузькому сенсі це ім'я належить народу, що мігрував зі сходу Суматри на Малайський півострів чи архіпелаг Ріау, їх називають «малайці Ріау». У вузькому сенсі зона розселення малайців — Малайзія та Індонезія.
В Малайзії малайцями вважаються ті, чиї пращури — малайці, хто розмовляє малайською, сповідує іслам і належить до малайської культури.
Інші групи, що класифікуються, як малайці, які проживають поза Малайським архіпелагом, це — чами (в Камбоджі та В'єтнамі), угсули, які проживають на острові Хайнань. Нащадки малайців нині проживають і на Шрі-Ланці, і в Південній Африці, в Австралії та на Мадагаскарі.

## Мови
Мова власне малайців — малайська, державна мова Малайзії. Її ж було прийнято як державну в Індонезії, та 1945 року вона отримала там назву індонезійської. Її використовують як мову міжнаціонального спілкування, оскільки народи Індонезії мають свої мови.
Інші мови, родинні до малайської, класифікуються як гілка малайсько-полінезійської мовної гілки, яка входить до австронезійської родини мов. Сюди належать такі мови, як індонезійська (бахаса Індонесіа), малайська (бахаса мелайю), тагальська та інші мови Філіппін, тетум (Східний Тимор), малагасійська мова Мадагаскару. Сюди ж входить і полінезійська гілка, до якої належать самоанська, гавайська, рапануї та мови маорі у Новій Зеландії.

## Одяг
Традиційний одяг чоловіків складається з довгої сорочки та штанів (баджу Мелаю), а також саронгу, що огортається навколо талії й висить зверху штанів. Головний убір — шапка-сонгкок, з найвизначніших приводів надягають особливим способом складена головна хустина — танджак чи тенгколок. Жінки носять саронг і довгу простору блузку (баджу курунг) чи коротку блузку, що облягає (баджу кебая) з саронгом.

## Мистецтво і культура
У давнину малайці використовували південноіндійську абетку, з XIV–XV століть — арабською, нині малайці використовують латинську графіку.
Найдавніші зразки літератури — пантуни, седжари (часописи-родоводи), хікаяти (лицарські романи), казки, наприклад про Канчіла, карликового оленя. Біля витоків нової літератури стояв Абдуллах бін Абдул Кадір Мунші (1796–1854). 1956 року в Куала-Лумпурі було створено Національний союз письменників.
В музиці існує своєрідний співочий стиль керончонг. Національний оркестр має назву нобат, складається з 3 барабанів, 2 флейт і гонгів. Провідну партію виконує флейта серунай.
Національний театр — ваянг куліт (театр шкіряних ляльок). Розвинуті національні танці. Існує ще один вид театру — малайська опера бангсаван, подорожує селами, вистави дає у домі зібрань. У XX столітті його витіснило кіно, але трохи згодом був відроджений.
З розваг особливою любов'ю користуються бої півнів та волів (нині заборонені), запуски зміїв (вау) , гра у сепактакрау (малайський волейбол), запуски Дзиґ (гасінг), перегони на човнах, національні види боротьби (сілат) на кшталт карате).

## Обряди життєвого циклу
Серед обрядів життєвого циклу відзначаються обряди народження дитини, проколювання вух дівчатам у віці 5-10 років та обрізання у хлопчиків, заручини, весільна церемонія, які супроводжуються пригощанням та читанням молитов арабською. Одруження здійснюється відповідно до мусульманських законів, проте власне весільна церемонія містить безліч елементів домусульманських вірувань. Церемонія поховання також проходить в межах ісламської практики: тіло загортають у білий саван та ховають головою в напрямку священної Мекки.

## Малайська кухня
Основою харчування є рис із різними інгредієнтами: м'ясо, овочі, риба. Важливий елемент багатьох страв — кокосове молоко (сантан), різні спеції. Заборонено вживати свинину, м'ясо хижих тварин і птахів, гризунів, рептилій, хробаків, тварин, що загинули в результаті принесення в жертву.

## Свята
Головні релігійні свята: Курбан-байрам (день принесення жертви), Маулід (день народження пророка Мухаммеда).